# Rút lại ấn phẩm học thuật
Rút lại ấn phẩm học thuật (tiếng Anh: Retraction in academic publishing), hay còn gọi tắt là rút bài (Retraction) là hành động đánh dấu một ấn phẩm (VD: bài báo học thuật) đã được xuất bản trong tập san học thuật khi ấn phẩm đó sai sót nghiêm trọng đến mức kết quả của nó không còn đáng tin cậy nữa. Các bài báo bị rút thường không bị loại bỏ hoàn toàn khỏi ấn bản mà chỉ bị đánh dấu là đã bị rút; tuy nhiên có một số trường hợp cần thiết phải gỡ bỏ hoàn toàn bài báo, ví dụ như nếu bài báo mang tính lăng mạ cá nhân, vi phạm quyền riêng tư, bị tòa án yêu cầu gỡ bỏ, hoặc mang nguy cơ gây hại nghiêm trọng đến sức khỏe cộng đồng.
Việc rút bài thường được lấy làm ví dụ cho tính chất tự sửa sai của khoa học, mặc dù hầu hết các bài báo bị gỡ là do sai phạm trong nghiên cứu khoa học. Có nhiều luồng ý kiến từ các học giả không đồng ý với nhận định này.

## Quy trình
Việc rút bài có thể được yêu cầu bởi biên tập viên của tập san, hoặc bởi tác giả bài báo (hoặc tổ chức của họ). Các bài báo bị rút thường đi kèm theo một thông cáo do biên tập viên hoặc tác giả bài báo chấp bút, trong đó bao gồm nguyên nhân rút bài. Thông báo rút bài cũng có thể bao gồm lời xin lỗi đến từ tác giả vì sai sót trước đó, hoặc lời cảm ơn đến với những người đã chỉ ra lỗi sai. Việc thêm sửa đổi nhỏ vào các bài báo đã xuất bản không được coi là rút bài.
Đã có nhiều ví dụ tiêu biểu về các bài báo về khoa học bị rút trong quá khứ. Trang web Retraction Watch là trang web cung cấp thông tin về các bài báo bị rút gần đây, đồng thời thảo luận về các vấn đề liên quan đến việc rút các bài báo học thuật.

## Lịch sử
Ví dụ đầu tiên của việc một bài báo học thuật đã qua bình duyệt bị rút lại là bài báo "A Retraction, by Mr. Benjamin Wilson, F.R.S. of his former Opinion, concerning the Explication of the Leyden Experiment," (Ý kiến đã bị rút lại của ngài Benjamin Wilson, F.R.S. về việc giải thích thí nghiệm Leyden), được đăng trên tờ Philosophical Transactions of the Royal Society vào ngày 24 tháng 6 năm 1756. Trong bài báo này, Benjamin Wilson, một nhà khoa học và họa sĩ người Anh, chính thức rút lại lời giải thích của mình về thí nghiệm chai Leyden; bài báo này trước đây là một nghiên cứu mang tính nền tảng trong ngành điện học. Ông công nhận rằng các phát hiện sau đó, nhất là các phát hiện của Benjamin Franklin, đã chứng tỏ rằng nhận định ban đầu của ông không đúng.

## Khái quát
Hàng năm có hàng trăm bài báo nghiên cứu khoa học bị rút khỏi các tập san khoa học trên thế giới, thậm chí ở cả các tập san có độ uy tín cao như Lancet, NEJM.
Các nguyên nhân rút một bài báo khoa học thường rất đa dạng như phát hiện sai sót, các tác giả tự rút do mâu thuẫn, vi phạm đạo đức, gian lận, làm giả kết quả,... nhưng phổ biến nhất là đạo văn (plagiarism). Cùng là hành vi rút lại bài khoa học nhưng những bài rút do vi phạm đạo đức, đạo văn,... buộc phải rút sau khi bị phát hiện thường bị lên án mạnh mẽ trong khi các bài rút do tác giả tự nguyện khi nhận ra sai sót trong nghiên cứu đã công bố của mình được đánh giá tích cực hơn, thậm chí nhiều trường hợp còn được ví như là một hành động "anh hùng" trong khoa học, hành động biết tự nhận ra và sửa lỗi. Năm 2012, PubPeer, một trang web ẩn danh, được thành lập và hoạt động như một nền tảng tố giác trong đó nó nêu bật những thiếu sót trong một số bài báo nổi tiếng, trong một số trường hợp dẫn đến việc rút bài và cáo buộc gian lận khoa học.
Ấn phẩm học thuật sau khi bị rút thường được thông báo trên tập san xuất bản, tuy nhiên đôi khi việc rút lại bài hoàn toàn không được thông báo, lý do rút cũng không được công bố chi tiết vì thế các nhà nghiên cứu khác hoặc công chúng không biết về việc rút lại bài. Năm 2010, hai nhà văn khoa học là Oransky và Marcus đã xây dựng trang Retraction Watch chuyên để theo dõi các ấn phẩm học thuật bị rút. Tính đến tháng 9 năm 2020, Retraction Watch đã ghi nhận gần 20,000 ấn phẩm học thuật bị rút.
Các nghiên cứu trên chính các bài bị rút và nguyên nhân rút bài giúp các nhà khoa học rút ra được những bài học để cải tiến quy trình nghiên cứu và xuất bản học thuật cũng như đặt ra các tiêu chuẩn minh bạch trong công tác bình duyệt.
Các nghiên cứu đã bị rút lại vẫn có thể được trích dẫn như bình thường. Trường hợp này thường xảy ra khi các nhà nghiên cứu không được biết bài báo đã bị rút, nhất là khi việc rút bài xảy ra sau một thời gian dài từ ngày xuất bản.

## Sự tăng vọt trong số bài báo bị rút
Một bài báo nghiên cứu được đăng vào năm 2011 trên tờ Journal of Medical Ethics, một tập san chuyên về đạo đức Y khoa, đã cố gắng định lượng tỷ lệ rút bài trên cơ sở dữ liệu PubMed theo thời gian để xác định xem tỷ lệ có đang tăng hay không. Ngay cả khi đã tính đến việc số bài báo được xuất bản tăng lên hàng năm, tác giả nhận thấy tỷ lệ số bài bị rút tăng nhanh hơn tỷ lệ số bài mới xuất bản. Hơn nữa, tác giả còn nhận định như sau:
Điều đặc biệt đáng chú ý là số lượng bài báo bị rút lại vì gian lận đã tăng hơn gấp bảy lần trong 6 năm từ 2004 đến 2009. Trong cùng khoảng thời gian đó, số bài báo bị rút lại vì mắc lỗi trong nghiên cứu khoa học thậm chí còn không tăng gấp đôi... (tr. 251).
Mặc dù tác giả cho rằng kết quả nghiên cứu của ông có thể đã chỉ ra việc gian lận trong khoa học đang tăng cao gần đây, ông cũng thừa nhận rằng có thể có một số khả năng khác. Ví dụ, tỷ lệ gian lận bị phát hiện gia tăng trong những năm gần đây có thể đang chỉ ra rằng các tập san đang thực hiện công việc kiểm soát các tài liệu khoa học tốt hơn so với trước đây. Hơn nữa, do chỉ có một tỷ lệ rất nhỏ các ấn phẩm được xuất bản bị rút lại (ít hơn 1 trên 1.000 bài báo), một số nhà nghiên cứu sẵn sàng gian lận quy mô lớn có thể đẩy mạnh tỷ lệ rút bài lên cao. Ví dụ, tác giả chỉ ra rằng Jan Hendrik Schön đã ngụy tạo kết quả trong 15 bài báo đã bị rút lại trong tập dữ liệu mà ông đã xem xét. Các bài báo này đều bị rút vào năm 2002 và 2003, "vì vậy, một mình ông ta chịu trách nhiệm cho 56% số bài báo bị rút vì gian lận trong khoảng thời gian từ 2002 – 2003” (tr. 252).
Trong đại dịch COVID-19, số các công bố khoa học bị rút lại cũng tăng cao do áp lực nghiên cứu trong thời gian ngắn cũng như quá trình bình duyệt được đẩy nhanh nhằm ưu tiên cho nghiên cứu về COVID-19 ở nhiều tập san khoa học. Các bài báo bị rút do chất lượng kém và/hoặc vấn đề về dữ liệu này tạo nên một vụ "sóng thần rút bài", khiến cho nhiều chuyên gia không chỉ hoài nghi về chất lượng của quá trình bình duyệt mà còn cả về các tiêu chuẩn về quy trình rút bài. Trên Retraction Watch duy trì một danh sách riêng các bài báo liên quan đến COVID-19 đã bị rút, đồng thời bổ sung thêm nguồn kiểm chứng thông tin sai lệch về đại dịch.
Số bài báo học thuật đã bị rút trong một năm đã tăng từ khoảng 1,600 bài vào năm 2013 lên khoảng 10,000 bài vào năm 2023. Hầu hết số bài bị rút trong năm 2023 đến từ các tập san do nhà xuất bản Hindawi xuất bản. Trung Quốc đã tiến hành một cuộc thanh tra toàn quốc về việc xử lý tình trạng rút bài và sai phạm trong nghiên cứa do số lượng lớn các bài báo bị rút có đồng tác giả là nhà nghiên cứu người Trung Quốc – hơn 17,000 bài kể từ năm 2021, trong đó có 8,000 bài từ các tập san do Hindawi xuất bản.

## Các hình thức rút bài khác

### Rút bài bao gồm sửa đổi
Một số ít các bài báo bị rút có thể do lỗi vô ý của tác giả. Thay vì gỡ bỏ cả bài báo, hình thức rút bài bao gồm sửa đổi là hình thức mới nhằm giúp các tác giả không bị ảnh hưởng xấu về danh tiếng do các lỗi sai không cố ý. Thông qua hình thức này, tác giả có thể sửa lỗi và nộp bản thảo đã chỉnh sửa để thế chỗ bài báo gốc. Tập san có thể quyết định rút bài báo gốc và đăng tải lại bài báo đã sửa đổi, thường đi kèm thông báo ghi "Retraction and Replacement" (rút bài và thay thế) hoặc "Correction" (sửa đổi) trên trang của bài báo. Ví dụ, JAMA sẽ đăng bài báo đã sửa đổi với thông báo "retraction and replacement" cùng với đường dẫn tới bài báo gốc, còn Research Evaluation sẽ sử dụng thuật ngữ "correction" cùng với đường dẫn đến bài báo đã cập nhật.

### Tự rút bài
Tự rút bài là việc tác giả và/hoặc đồng tác giả quyết định tự rút nghiên cứu của chính mình khỏi các ấn phẩm đã xuất bản. Thường việc tác giả tự rút bài sẽ có lợi cho tác giả hơn là để cho bài bị tập san rút, vì nếu bài báo bị tập san rút thì tác giả sẽ bị điều tra, gây bất lợi cho danh tiếng và uy tín của tác giả. Việc tự rút bài thể hiện sự liêm chính và thật thà của tác giả, thể hiện rằng tác giả đang tự chịu trách nhiệm cho sai lầm của chính mình. Đã có một số trường hợp các tác giả bị yêu cầu tự rút bài kể cả khi nghiên cứu hoàn toàn chính xác; trong trường hợp này tác giả nên xem xét kĩ các nguyên nhân để tránh việc rút bài, tránh gây ảnh hưởng đến độ uy tín của tác giả.
Các bài báo chỉ nên bị rút do dữ liệu không chính xác, lệch lạc hoặc ngụy tạo, chứ không nên bị rút vì các lỗi nhỏ như lỗi chính tả. Hiện tại, các hệ thống tự rút bài đã được đề xuất để tạo cơ hội cho các nhà nghiên cứu tự rút lại nghiên cứu của chính mình do lỗi sai không cố ý, nhằm tạo nên một môi trường học thuật minh bạch, liêm chính.

## Các lần rút bài nổi bật

### Rút bài do sai sót trong nghiên cứu
- 2003 – Tập san khoa học Science đã rút lại bài nghiên cứu về thuốc lắc (ecstasy) sau khi có nhiều câu hỏi về tính xác thực của kết quả nghiên cứu.[27]
- 2012 – Bài báo nghiên cứu của Gilles-Éric Séralini đăng tên tập san Food and Chemical Toxicology cho thấy sự gia tăng khối u ở những con chuột được cho ăn ngô biến đổi gen và thuốc diệt cỏ RoundUp đã rút lại do bị chỉ trích về thiết kế thử nghiệm. Theo biên tập viên của tập san, "việc nhìn kĩ hơn dữ liệu thô cho thấy rằng cỡ mẫu nhỏ này không thể dẫn đến bất kì kết luận chắc chắn nào".[28] Do sự nổi tiếng của tác giả và các tranh cãi xung quanh, vụ việc này được gọi là Vụ rút bài Séralini (Séralini affair).[29]
- 2013 – Một nghiên cứu về chế độ ăn Địa Trung Hải, một chế độ ăn uống lành mạnh có đầy đủ trái cây, rau quả, dầu ô liu, các loại hạt và cá, được công bố trên Tập san Y học New England và được giới truyền thông đưa tin rộng rãi đã bị rút lại do đã dùng các mẫu không được lựa chọn ngẫu nhiên trong nghiên cứu mà không chỉ rõ ra trong bài báo. Vụ rút bài báo này là do chiến dịch của bác sĩ gây mê John Carlisle nhằm xác minh việc chọn mẫu ngẫu nhiên trong hàng nghìn bài nghiên cứu; trong đó ông đã tìm thấy vấn đề trong khoảng 2% số những bài báo khoa học được đưa ra phân tích.[18]

### Rút bài vì gian lận hoặc hành vi sai trái
- 1982 – John Roland Darsee, một bác sĩ người Mỹ cũng là nhà nghiên cứu Y khoa, đã ngụy tạo các dữ liệu nghiên cứu trong Phòng thí nghiệm Nghiên cứu Tim mạch của Eugene Braunwald tại Harvard vào đầu những năm 1980. Ông được chính Eugene Braunwald đánh giá là tài giỏi nhất trong số 130 nghiên cứu sinh đã từng làm việc trong phòng thí nghiệm của mình và được đề nghị làm giảng viên tại Harvard vào năm 1981. Darsee đã bị chính các nhà nghiên cứu đồng nghiệp trong cùng phòng thí nghiệm nghi ngờ và phát hiện sai phạm.[30]
- 1991 – Thereza Imanishi-Kari, người từng làm việc với nhà sinh vật học đoạt giải Nobel David Baltimore và cùng xuất bản một bài báo năm 1986 trên tập san Cell. Margot O'Toole, một nhà nghiên cứu dưới quyền Imanishi-Kari đã công khai hành vi sai trái khoa học của Imanishi-Kari. Sau một cuộc điều tra lớn, Baltimore cuối cùng buộc phải rút lại bài vào năm 1991 khi Viện Y tế Quốc gia kết luận rằng dữ liệu trong bài báo đồng tác giả với Imanishi-Kari năm 1986 là dữ liệu ngụy tạo.[31] Năm 1996, một hội đồng chuyên gia do chính phủ liên bang chỉ định đã minh oan cho Imanishi-Kari do không tìm thấy bằng chứng về gian lận khoa học.[32] Vụ việc này nổi tiếng với tên gọi Baltimore Case hay Baltimore affair được đề cập đến trong nhiều sách báo về xuất bản khoa học.[33][34]
- 2002 – Công bố về việc phát hiện các nguyên tố hóa học thứ 116 và 118 bị rút lại: Livermori, Victor Ninov.
- 2003 – Nhiều bài báo có dữ liệu bị nghi vấn của nhà vật lý người Đức Jan Hendrik Schön từ nhiều tập san bao gồm cả Science và Nature đã được rút lại.[35][36][37]
- 2006 – Bài viết về Tế bào gốc phôi đặc hiệu cho bệnh nhân có nguồn gốc từ phôi nang SCNT của người, được viết bởi Hwang Woo-Suk, một nhà nghiên cứu nổi tiếng người Hàn Quốc, đã bị rút do bịa đặt trong lĩnh vực nghiên cứu tế bào gốc[38] , dẫn đến cáo trạng về tội tham ô và vi phạm đạo đức sinh học liên quan đến nghiên cứu tế bào gốc giả.[39]
- 2007 – Một số bài báo do nhà tâm lý học xã hội nổi tiếng Jennifer Lerner và các đồng nghiệp viết từ các tập san bao gồm Personality and Social Psychology Bulletin và Biological Psychiatry, đã bị rút lại do có một trong các tác giả ngụy tạo dữ liệu.[40][41]
- 2009 – Nhiều bài báo do Scott Reuben, một bác sĩ gây mê người Mỹ, viết từ năm 1996 đến năm 2009 đã bị rút lại sau khi người ta phát hiện ra rằng ông ta thực ra chưa từng tiến hành thử nghiệm như đã công bố.[42][43]
- 2010 – Một bài báo năm 1998 đăng trên tập san Lancet của Andrew Wakefield, một bác sĩ cũng là một nhà hoạt động bài vắc-xin, đề xuất rằng vắc-xin MMR có thể gây ra chứng tự kỷ, nguyên nhân gây ra tranh cãi về vắc-xin MMR, đã bị rút lại vì "các tuyên bố trong bài báo gốc rằng trẻ em được "giới thiệu liên tục" và các cuộc điều tra đã được "chấp thuận" bởi Ủy ban đạo đức địa phương đã được chứng minh là sai."[44]
- 2011 – Loạt 8 bài báo trên tập san được viết bởi Anil Potti, nhà nghiên cứu ung thư tại Đại học Duke, và đồng sự mô tả các dấu hiệu gen của tiên lượng ung thư và các yếu tố dự báo phản ứng với điều trị ung thư đã bị rút lại vào năm 2011 và 2012. Trong thông báo rút bài cho rằng không thể tái hiện lại các kết quả của các phân tích được mô tả trong các bài báo. Vào tháng 11 năm 2015, Văn phòng Liêm chính trong Nghiên cứu (ORI) phát hiện ra rằng Potti đã có sai phạm trong nghiên cứu.[45]
- 2014 – Một bài báo của Haruko Obokata, một nhà sinh học tế bào gốc Nhật Bản, và đồng sự về STAP cells, một phương pháp khiến một tế bào trở thành tế bào gốc, đã được chứng minh là đã bị làm giả. Bài được xuất bản lần đầu trên tập san danh tiếng Nature và đã được rút lại vào cuối năm đó. Vụ việc này đã gây ra nhiều tranh cãi, và sau một cuộc điều tra của viện nghiên cứu, một trong các tác giả đã tự sát.[46][47]
- 2017 – Loạt 6 bài báo của Brian Wansink tại Đại học Cornell trong lĩnh vực hành vi người tiêu dùng và nghiên cứu tiếp thị được đưa ra mổ xẻ và bị rút bài do các đồng nghiệp chỉ ra sự mâu thuẫn trong dữ liệu trong các bài báo sau khi Wansink viết một bài blog yêu cầu một sinh viên tốt nghiệp thử "cứu vãn" các phần kết luận.[48] Đại học Cornell đã tiến hành điều tra và vào năm 2018, ủy ban điều tra của trường Đại học đã phát hiện ông có hành vi sai trái trong học tập và buộc phải từ chức.[49][50] Kể từ đó Wansink đã có 18 bài báo nghiên cứu bị rút lại vì các vấn đề tương tự được tìm thấy trong các ấn phẩm khác.[51][52]
- 2018 – Tháng 3 năm 2018, hệ thống dữ liệu nghiên cứu Dissernet, với mục tiêu "dọn rác khoa học" ở Nga đã phát hiện vô số trường hợp xuất bản chất lượng kém, với 4000 bài báo đạo văn, và 150,000 bài khác có vấn đề đạo đức nghiêm trọng với tác giả ma, tác giả lậu, trong số 1500 tập san được rà quét.[53]
- 2020 – Ngày 8 tháng 1 năm 2020, tác giả Dalmeet Singh Chawla viết trên Science bài về việc các tập san Nga rút hơn 800 bài báo nghiên cứu sau kết quả bước đầu của cuộc điều tra quy mô lớn do Viện Hàn lâm Khoa học Nga (RAS) tiến hành, sau rất nhiều cáo buộc về các hành vi gian lận khoa học ở Nga.[53]
- Nhà nghiên cứu Cory Xian (Đại học South Australia, Úc) đã phải xin rút bài đăng trên tập san Journal of Bone and Mineral Research (JBMR) tới hai lần mới được chấp thuận.[54] Lần đầu tiên vào tháng 2 năm 2020, sau khi phát hiện hai hình ảnh trong bài có sai sót, nhóm tác giả đã yêu cầu rút bài, tuy nhiên ban biên tập tập san đã quyết định đăng tải một bản chỉnh sửa nội dung (Erratum) để chỉnh sửa lỗi sai của bài nghiên cứu. Sau đó, vào tháng 7 năm 2020, Xian và các cộng sự lại tiếp tục phát hiện lỗi sai ở 3 hình ảnh khác trong bài. Đến lần thứ hai, nhóm nghiên cứu và ban biên tập đã đồng ý rút bài.[55]
- 2021 – Một bài báo nghiên cứu về cộng đồng nguồn mở của Qiushi Wu và Kangjie Lu tại Đại học Minnesota đã bị rút lại[56] sau khi Quỹ Linux phát hiện ra rằng các nhà nghiên cứu đã gửi các bản vá lỗi cho nhân hệ điều hành Linux có chủ ý mà không được sự đồng ý thích hợp.[57]
- Bài kỷ yếu hội thảo 2021 IEEE International Conference on Smart Information Systems and Technologies được xuất bản bởi Institute of Electrical and Electronic Engineers (IEEE) đã quyết định rút bài báo có tựa đề Estimate The Efficiency Of Multiprocessor’s Cash Memory Work Algorithms (dịch Ước tính hiệu quả của các thuật toán làm việc bộ nhớ đệm của bộ đa xử lý)[58] do nghi ngờ các tác giả đã sản xuất bài bằng phần mềm tự động viết bài như SCIGen.[59] Theo nhóm chuyên gia nổi tiếng Guillaume Cabanac, Cyril Labbé, và Alexander Magazinov, bài báo này có nhiều cụm từ ngờ nghệch, và số lượng tự trích dẫn khá lớn. Tuy nhiên, điều đáng chú ý là thái độ hung dữ của tác giả với các câu hỏi về bài báo trên PubPeer và RetractionWatch.[59]

### Rút bài do vi phạm đạo đức
- 2017 – Năm 2017, tập san Liver International phải rút lại một bài báo khoa học của những bác sĩ phẫu thuật Trung Quốc. Trong nghiên cứu đó, những bác sĩ này đã kiểm tra kết quả của 564 ca ghép gan trong vòng bốn năm. Thế nhưng giới chuyên gia chỉ ra rằng một bệnh viên không thể có nhiều gan khả dụng để ghép như vậy so với số lượng nhỏ người hiến tặng tại Trung Quốc vào thời điểm đó.[60]
- 2019 – Tháng 2 năm 2019, nghiên cứu của tác giả Wendy Rogers (Đại học Macquarie, Sydney, Úc) và các đồng nghiệp trên BMJ Open đã kêu gọi rút hơn 400 bài báo.[61] Bà Wendy Rogers cho biết các tập san, nhà nghiên cứu và bác sĩ lâm sàng, những người đã sử dụng những nghiên cứu trên, là đồng lõa cho các phương pháp mua bán nội tạng man rợ. Theo bài nghiên cứu đánh giá, cộng đồng nghiên cứu cấy ghép đã thất bại trong việc thực hiện các tiêu chuẩn đạo đức khi để nghiên cứu sử dụng nội tạng từ các tử tù vẫn đang được xuất bản. Các hành vi nghiên cứu phi đạo đức trên diện rộng này sẽ để lại nhiều hậu quả khó lường đối với khoa học.[62] Trong năm 2019, tập san PLOS ONE cũng rút bỏ 21 bài báo liên quan đến sự vụ này.[63][64]

### Rút bài vì nguồn gốc dữ liệu
- 2020 – Ngày 22 tháng 5 năm 2020, trong đại dịch COVID-19, một bài báo đã được xuất bản trên tập san y khoa danh tiếng The Lancet, tuyên bố tìm ra bằng chứng dựa trên cơ sở dữ liệu của 96,032 bệnh nhân COVID-19, rằng hydroxychloroquine và chloroquine làm tăng khả năng bệnh nhân tử vong trong bệnh viện và tăng khả năng rối loạn nhịp thất.[65] Các nhà nghiên cứu y tế và báo chí bày tỏ nghi ngờ về tính hợp lệ của dữ liệu được cung cấp bởi Surgisphere, một công ty được thành lập bởi một trong những tác giả của nghiên cứu.[66] Bài báo đã được chính thức rút lại vào ngày 4 tháng 6 năm 2020, theo yêu cầu của tác giả chính Mandeep Mehra.[65][67]

### Rút bài vì các vấn đề quan hệ công chúng
- 1896 – Tác giả Jose Rizal được cho là đã đưa ra một lá thư yêu cầu rút lại liên quan đến tiểu thuyết của ông và các bài báo đã xuất bản khác chống lại Giáo hội Công giáo La Mã.[68]
- 2016 – Vào ngày 4 tháng 3 năm 2016, một bài báo trên tập san danh tiếng PLOS ONE công bố nghiên cứu về hoạt động của bàn tay con người[69] đã bị rút lại do sự phẫn nộ trên phương tiện truyền thông xã hội vì đề cập đến từ Creator (Đấng sáng tạo) trong bài báo, mặc dù các tác giả đã thanh minh rằng đây chỉ là lỗi dịch thuật kém của thành ngữ tiếng Trung 造化(者) (âm Hán Việt: tạo hóa (giả)) có nghĩa đen là "(cái mà) tạo ra hoặc biến đổi" có thể hiểu là "tự nhiên" trong ngôn ngữ Trung Quốc.[70] Vụ việc này đã trở thành một vụ bê bối đình đám được tờ The Washington Post đặt tên là #CreatorGate.[71]